# Ториа
Ториа (груз. თორია, з.-арм. Թորիա) — село в Грузии, на территории Ниноцминдского муниципалитета края (мхаре) Самцхе-Джавахети.

## География
Село находится в южной части Грузии, в пределах Джавахетского нагорья, на расстоянии приблизительно 10 километров (по прямой) к северу от города Ниноцминда, административного центра муниципалитета. Абсолютная высота — 1862 метра над уровнем моря.

## Население
По результатам официальной переписи населения 2014 года, в Тории проживал 491 человек (244 мужчины и 247 женщин). В национальной структуре населения армяне составляли 99,4 %, грузины — 0,6 %.
| Год  | Население, человек |
| ---- | ------------------ |
| 2002 | 620                |
| 2014 | ↘ 491              |